# Parc quasi national de Nichinan Kaigan
Le parc quasi national de Nichinan Kaigan (日南海岸国定公園, Nichinan Kaigan Kokutei Kōen) est un parc quasi national situé dans les préfectures de Kagoshima et de Miyazaki au Japon. Créé le 1er juin 1955, il s'étend sur 45,42 km2.